# Mercedes D.II
Le Mercedes D.II était un moteur d'avion de six cylindres en ligne à refroidissement par liquide construit par Daimler durant le début de la Première Guerre mondiale. Développant environ 110 à 120 ch, il était en bas de la gamme de puissance des moteurs de l'époque, et généralement dépassé par les moteurs rotatif de meilleur rapport puissance-poids. Il y avait aussi la forte concurrence du Austro-Daimler 6 (en) de 120 ch conçu par Ferdinand Porsche. En conséquence la production du D.II a été brève, mais sa conception est à la base du Mercedes D.III qui a eu une large utilisation pendant la guerre.

## Conception et développement
Le D.II dérivait de l'Austro-Daimler dans une large mesure. Comme l'Austro-Daimler, il état construit à partir d'un carter en fonte d'aluminium, moulé en deux pièces assemblées sur leur ligne médiane. Les cylindres en acier étaient usinés séparément à partir d'acier et assemblés sur la partie supérieure du carter. Des manchons en acier étaient montés sur les cylindres et soudés pour former une enveloppe de refroidissement. Une grande partie de la complexité était due à la différence de dilatation entre l'acier et l'aluminium, ce qui empêchait le vissage des cylindres sur le carter, et les alliages de l'époque ne permettaient pas que les cylindres soient en aluminium.
Les deux moteurs avaient une pompe de récupération pour pomper l'huile du carter moteur vers un cylindre séparé, où une seconde pompe haute pression fournissait l'huile au moteur. Ce système permettait un carter plus petit au fond du moteur, en réduisant la taille globale du moteur.
Le D.II différait de l'Austro-Daimler en grande partie par son montage mécanique. Par exemple, le D.II avait un seul arbre à cames, commandé par un arbre menant du vilebrequin à l'arrière du moteur, tandis que l'Austro-Daimler avait une admission plus classique utilisant poussoirs guidés dans le carter. Une autre caractéristique unique est la possibilité de décaler l'arbre à cames à une position de à mi-compression pour le démarrage. Le D.II utilisait deux carburateurs situés du même côté du moteur, alimentant les cylindres via deux collecteurs, l'Austro-Daimler avait ses carburateurs séparés pour les rapprocher des cylindres. Le D.II utilisait également une conception unique de chemise de refroidissement, avec deux cylindres recouverts par une seule chemise.
Le D.II a été assez rapidement remplacé par le D III, et la production a pris fin vers 1916. Le D.III était essentiellement un D.II agrandi.

## Utilisations
- Aviatik B.II
- Aviatik C.I
- Albatros B.I
- Albatros B.II
- DFW B.II (en)
- Fokker D.I (en)
- Friedrichshafen FF.29
- Halberstadt D.II
- Junkers J 1 Blechesel
- Zmaj Fizir FN (en)

## Moteurs exposés
Un exemplaire survivant de ce moteur est à l'aérodrome Old Rhinebeck, cependant son vilebrequin n'est peut-être pas entier.

### Comparables
Rolls-Royce Hawk (en)

### Listes
- Liste des moteurs d'avions